# Jesus Revolution (Film)
Jesus Revolution (auch The Jesus Revolution) ist ein Filmdrama über die Anfänge der Jesus-People, mit dem Hippie und Evangelisten Lonnie Frisbee, dem späteren Pastor und Autor Greg Laurie sowie dem US-amerikanischen Prediger Chuck Smith, dem Begründer der Calvary Chapel. Regie führten bei dem Film die US-Amerikaner Jon Erwin und Brent McCorkle.
Als Vorlage für den Historienfilm, der auch Elemente einer Filmbiografie hat, diente unter anderem das von Greg Laurie geschriebene Sachbuch Jesus Revolution: How God Transformed an Unlikely Generation and How He Can Do It Again Today.
US-amerikanischer Kinostart des Films war am 24. Februar 2023.

## Handlung
Die 1970er Jahre; viele junge US-Amerikaner, darunter Greg Laurie, treffen im sonnigen Südkalifornien auf den charismatischen Lonnie Frisbee und den Prediger Chuck Smith. Was entsteht, ist eine christliche Subkultur der Hippies.

## Produktion
Die Dreharbeiten fanden im März 2022 in Mobile (Alabama) statt.